# Full contact
Full contact (walka pełnokontaktowa, z ang. full contact - "pełny kontakt") – styl karate w których ciosy podczas kumite (sparingu) zadawane są z pełną siłą. Ta formuła walki sportowej używana jest także w kick-boxingu i dyscyplinach pokrewnych.

## Sporty używające formuły full contact

### Karate
W odróżnieniu od tradycyjnych stylów karate, w których ciosy zadawane są w sposób kontrolowany (a niekiedy w ogóle brak jest sparingu), w karate pełnokontaktowym kładzie się nacisk na rywalizację z użyciem technik wykonywanych z pełną siłą.
Termin "karate pełnokontaktowe" nie jest jednolicie rozumiany, choć można wyróżnić dwa główne nurty. Pierwszy zakłada uderzanie w ściśle określone części ciała, a celnie i poprawnie wykonane uderzenie nagradzane jest jednym lub połową punktu. Cios jest zadawany z pełną siłą, lecz rywale walczą w licznych ochraniaczach, nieraz pokrywających większość ciała. Walka kończy się, gdy któryś z zawodników zdobędzie określoną liczbę punktów.
Drugi to tzw. knockdown karate lub bare knuckle karate. Zapoczątkowany został przez Masutatsu Ōyamę, twórcę karate kyokushin. Zawodnicy walczą na gołe pięści, zazwyczaj bez żadnych zabezpieczeń (z wyjątkiem suspensorium). Zabronione są jedynie ciosy rękami w głowę oraz uderzanie w krocze i kolana. Wszelkie inne uderzenia (ciosy pięścią i łokciem w tułów czy kopnięcia w uda, korpus i głowę), jak i podcięcia są dozwolone. Najwyżej punktowaną akcją i celem walczących jest doprowadzenie do nokdaunu rywala (zob. ippon). W wyniku podziałów wewnątrz kyokushin powstały liczne style pokrewne (np. Ashihara, Enshin, Oyama Karate czy Seidokaikan), które różnią się nieznacznie regułami walki i formą turniejów. W niektórych odmianach knockdown karate dopuszczalne są również dźwignie w stójce, rzuty, a nawet ograniczona walka w parterze (np. Shidokan).

### Kick-boxing i mieszane sztuki walki
Specjaliści z kręgów boksu tajskiego i mieszanych sztuk walki (MMA) niekiedy zawężają pojęcie full contact do regulaminów, w których dozwolone są uderzenia we wszystkie części ciała (prócz najbardziej wrażliwych, np. krocze). Takie zawężanie zakresu pojęcia jest jednak nieuzasadnione, gdyż większość organizacji kick-boxingu rozgrywa pod nazwą full contact walki z wyłączeniem uderzeń poniżej pasa, z dozwolonymi uderzeniami jedynie w przednią i boczną część tułowia i głowy. Regulamin taekwondo WTF nie używa określenia "pełny kontakt" w odniesieniu do formuły walki, a jedynie w celu wskazania siły ciosu.
W full contact walka składa się z rund, podobnie jak w boksie, z tym, że jedna runda trwa 2 minuty, a przerwa między rundami 1 minutę. Są co najmniej trzy rundy, w kick-boxingu zawodowym odbywają się walki 12-rundowe. Walka odbywa się wyłącznie na ringu bokserskim pod okiem sędziego ringowego i sędziów punktowych.
W tej formule środkiem wygrania walki jest nokaut przeciwnika. Istnieją również i inne sposoby rozstrzygnięcia walki: na punkty, przez RSC itd. Rundy punktuje się systemem bokserskim. Do niedawna był wymóg wykonania co najmniej 8 kopnięć w ciągu jednej rundy z intencją trafienia, pod groźbą odjęcia punktu, ostatnio  ten przepis zniesiono. W regulaminie organizacji ISKA nadal odejmuje się pół punktu za każde brakujące kopnięcie, a jeśli walecznik nie wykona wystarczającej liczby kopnięć w określonej liczbie rund, zależnej od liczby rund całej walki, może zostać zdyskwalifikowany. Regulamin WAKO wymaga co najmniej 6 kopnięć na rundę. Określa również algorytm odejmowania punktów za brakujące kopnięcia.
Zasadniczo w full contact dozwolone są kopnięcia i uderzenia pięścią powyżej pasa. Ze względów bezpieczeństwa, według regulaminu Polskiego Związku Kick-boxingu kopnięcia opadające i zahaczające muszą być wykonywane całą stopą, a nie tylko piętą.
Dozwolone są podcięcia, ale pod warunkiem, że stopa podcinającego kopie poniżej kostki podcinanego. Podcięcie musi mieć na celu pozbawienie przeciwnika równowagi, ale nie zadanie bólu. W regulaminie organizacji ISKA podcięcie może być wykonywane jedynie łukiem stopy na zewnętrzną stronę nogi przeciwnika na niską część łydki lub stopę. WAKO pozwala na podcięcia na poziomie kostki do wewnątrz i na zewnątrz.
Oprócz podcięć, wiele organizacji dozwala na niskie rzuty, jednak nie są one punktowane. Polski Związek Kick-boxingu pozwala na niskie rzuty do wysokości biodra, wynikające z akcji. ISKA i WAKO nie dopuszczają rzutów, jedynie podcięcia. Regulaminy zabraniają uderzania leżącego przeciwnika.
W regulaminach full contact zabronione jest uderzanie łokciami, kopanie kolanami i stosowanie wszelkich innych technik, zabronionych również w boksie. Przepisy Polskiego Związku Kick-boxingu zabraniają uderzania na odlew, z obrotową techniką ręczną. WAKO dopuszcza uderzanie grzbietem pięści (ang. backfist). Pewne z tych zabronionych technik dozwolone są w innych regulaminach niż full contact.
Aby kick-bokser mógł wystartować w walce w formule full contact musi spełniać następujące wymagania:
- przejść pozytywnie badania lekarskie,
- mieć co najmniej 5 kyū w kick-boxingu.